# Juliet Cuthbert

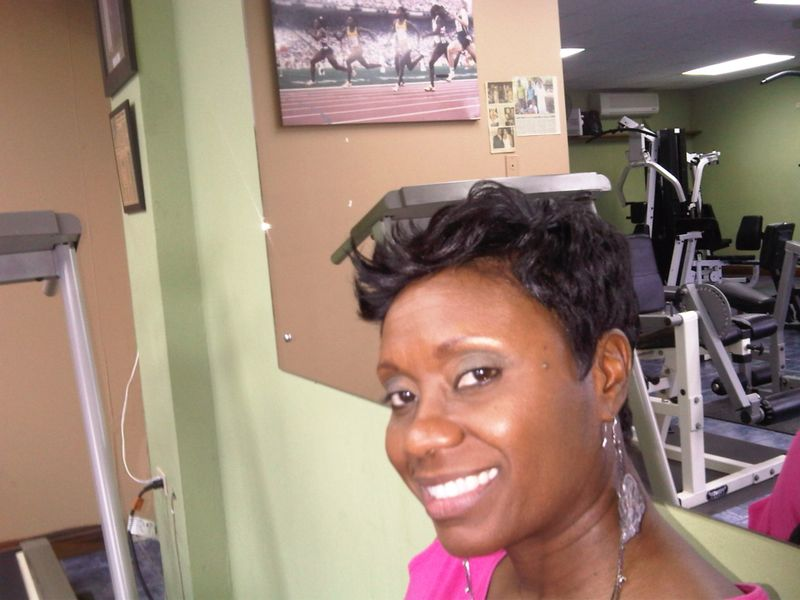
Juliet Cuthbert

Juliet Cuthbert (nacida el 6 de abril de 1964 en Morant Bay, Jamaica) es una atleta jamaicana especialista en pruebas de velocidad y ganadora de tres medallas olímpicas.
Comenzó a hacer atletismo siendo una niña en su localidad natal de Morant Bay, y pronto comenzó a destacar. Siendo una adolescente se trasladó con su madre a Estados Unidos donde acudió a la Olney High School de Filadelfia, y más tarde obtuvo una beca para estudiar y competir en la Universidad de Austin, donde se licenció en Sociología.
Su primera gran competición internacional fueron los Campeonatos del mundo de Helsinki 1983, donde ganó una medalla de bronce con el equipo jamaicano de relevos 4 × 100 m, junto a sus compatriotas Leleith Hodges, Jacqueline Pusey y Merlene Ottey.
Su primera participación olímpica fue en los Juegos Olímpicos de Los Ángeles 1984, donde fue semifinalista en los 100 m.
Cuatro años después, en los Juegos Olímpicos de Seúl 1988, logró el pase a la final de los 100 m, acabando en 7.ª posición.
Sin embargo, no fue hasta principios de los años 90 cuando Cuthbert se convertiría en una de las grandes estrellas de la velocidad femenina. En los Campeonatos del mundo de Tokio 1991 fue la segunda relevista del equipo jamaicano de relevos 4 × 100 m que ganó la medalla de oro, junto a Dahlia Duhaney, Beverly McDonald y Merlene Ottey.
La mejor competición de su carrera deportiva fueron los Juegos Olímpicos de Barcelona 1992, donde fue una de las grandes revelaciones de la velocidad femenina. A pesar de que su compatriota Merlene Ottey era la principal favorita tanto en 100 como en 200 m, Cuthbert estuvo por delante de él en ambas pruebas, obteniendo dos medallas de plata. En los 100 m solo fue superada por Gail Devers, y en los 200 m por Gwen Torrence, ambas estadounidenses. En los relevos 4 × 100 m Jamaica tenía grandes opciones al oro, pero un fallo en la entrega del testigo hizo que fueran descalificadas en la final. Fue elegida la mejor deportista jamaicana de 1992.
Tras los Juegos de Barcelona se vio afectada por numerosas lesiones, y nunca volvió a bajar de los 11 segundos en los 100 m ni de 22 segundos en los 200 m. A nivel individual destaca su 8.ª posición en los 100 m de los Campeonatos del mundo de Gotemburgo 1995 y la 7.ª en los 200 m de los Juegos Olímpicos de Atlanta 1996, además de una medalla de plata en los 200 m de los mundiales en pista cubierta de París 1997, tras la griega Ekaterína Koffa.
En cuanto a los relevos 4 × 100 m, consiguió la medalla de bronce en los Juegos Olímpicos de Atlanta 1996, junto a Michelle Freeman, Nikole Mitchell y Merlene Ottey, además de las medallas de plata en los mundiales de Gotemburgo 1995 y Atenas 1997.
Se retiró del atletismo en 1999 y actualmente reside en Kingston. A lo largo de su carrera deportiva ganó un total de tres medallas olímpicas y cinco en campeonatos del mundo.

## Resultados
| Año  | Competición                            | Lugar       | Puesto                           | Marca       |
| ---- | -------------------------------------- | ----------- | -------------------------------- | ----------- |
| 1983 | Campeonato del Mundo                   | Helsinki    | 7.ª qf en 100 m 3.ª en 4 × 100 m | 11,67 42,73 |
| 1984 | Juegos Olímpicos                       | Los Ángeles | 8.ª sf en 100 m 8.ª en 4 × 100 m | 11,80 53,54 |
| 1988 | Juegos Olímpicos                       | Seúl        | 7.ª en 100 m                     | 11,26w      |
| 1991 | Campeonato del Mundo                   | Tokio       | 6.ª en 100 m 1.ª en 4 × 100 m    | 11,33 41,94 |
| 1992 | Juegos Olímpicos                       | Barcelona   | 2.ª en 100 m 2.ª en 200 m        | 10,83 22,02 |
| 1995 | Campeonato del Mundo En pista cubierta | Barcelona   | 6.ª en 200 m                     | 23,43       |
| 1995 | Campeonato del Mundo                   | Gotemburgo  | 8.ª en 100 m 2.ª en 4 × 100 m    | 11,44 42,25 |
| 1996 | Juegos Olímpicos                       | Atlanta     | 7.ª en 200 m 3.ª en 4 × 100 m    | 22,60 42,24 |
| 1997 | Campeonato del Mundo En pista cubierta | París       | 2.ª en 200 m                     | 22,77       |
| 1997 | Campeonato del Mundo                   | Atenas      | 7.ª sf en 200 m 2.ª en 4 × 100 m | 23,03 42,10 |

## Mejores marcas
- 100 metros - 10,83 (Barcelona, 1 Ago 1992)
- 200 metros - 21,75 (Barcelona, 5 Ago 1992)